# 모로이 사부로
모로이 사부로(일본어: 諸井三郎, 1903년 8월 7일 ~ 1977년 3월 24일)는 일본의 작곡가이다.

## 경력
도쿄 출생. 집은 지치부 시멘트 (現・태평양 시멘트)의 창업자 일가족이다.
어릴 때부터 피아노 시작, 도쿄고등사범학교 부속소학교(現 츠쿠바대학 부속 소학교)를 거쳐 구제(旧制)도쿄고등사범학교 부속중학교(現 츠쿠바대학 부속 중학교,고등학교) 재학시 피아니스트를 품는다. 구제(旧制)우라와고등학교를 거쳐 도쿄제국대학 문학부를 졸업했다.
도쿄대 재학 중에 빌리 바르다스(Willy Bardas)와 레오니드 코한스키(Leonind Kochanski)와 함께 피아노를 배웠다. 1927년 음악단체 「수리야（Surya）」를 결성하고, 가와카미 테츠타로(河上 徹太郎), 미요시 타츠지(三好達治), 고바야시 히데오(小林秀雄), 나카하라 추야(中原中也), 오오카 쇼헤이(大岡昇平)와 친교를 맺는다. 1932년부터 1942년까지 베를린 고등음악학교에 유학하여, 레오 슈라텐홀츠(Leo Schrattenholz), 막스 트라프(Max Trapp), 발터 그마인들(Walter Gmeindl)에게 작곡을 사사했다.

## 작풍
구세대의 일본 작곡가들이 가곡 및 오페라 중심의 창작자세를 선택한 것에 반발해, 베토벤에 심취함은 물론, 악상의 추상적 전개를 추구하는 기악곡의 작곡가에 무언가를 목표로 했다. 특히 소나타 형식과 푸가를 포함하는 대형식의 악곡이 많다. 야마다 고사쿠(山田耕筰)가 스크랴빈을 경험하면서, 일본 낭만주의로 회귀하는 것과는 대조적으로, 모로이 사부로는 신고전주의 자세를 굽히지 않고, 제자가 보다 급진적인 방향으로 나서는 것에도 관대했다. 베토벤에 관한 아동을 위한 전기를 집필했으며, 베토벤의 피아노 소나타의 악보 교정도 행했다.
작곡가를 뜻한 계기는 초등학생 시절, 피아니스트 오구라 스에코(小倉末子)에 의한 전 베토벤 프로그램의 피아노 리사이틀에 접하고 감명받은 것에 의거한다. 이후,독학으로 작곡을 시작해,곧 20대로 결성한 음악그룹「수리야」가 개최한 일련의 발표회에서 자작을 차례로 공개석상에서 발표한다. 소화(昭和) 1자리수대의 당시는 이른바 「서양계 작곡가」의 존재가 드물었을 수도 있으며,그 활동은 세간의 주목을 받게 된다. 요즈음의 작품은 베토벤, 브람스, 프랑크 등의 작품의 영향을 받고 있다.
이윽고,독학에 의한 탐구는 한계를 맞아,1933년(소화8년)에 베를린에 유학. 유학중에 구미에서 유행중인 신고전주의 음악의 세례를 받아, 조적(調的)이지만 비기능적인 화성법을 가지는 회삽한 작품을 취하기에 이르렀다. 유학중의 졸업작품으로서 써 현지에서 초연 된「교향곡 1번」(1934년)을 거쳐 귀국 후 발표된「교향곡 제 2번」(1938년),「바이올린 협주곡」(1939년),「현악 6중주곡」(1941년),「교향적 2악장」(1942년)등을 차례로 발표된 대작은 대체로 그러한 특징을 가진다. 이 당시의 전쟁에 오로지 향하는 세상의 악화라고 하는 상황도, 작품의 회삽화에 박차를 가했다.
그러나 1943년「어린이를 위한 작은 교향곡」을 발단으로, 그때까지 그의 작품에는 있을 수 없었던 일본적, 서정적인 작풍이 얼굴을 드러내게 된다. 1944년에 쓰인「교향곡 제 3번」은, 그가 전쟁에 의한 죽음을 각오해, 바로 유서로서 쓰인, 일본의 음악사상에 빛나는 대작이다. 특히 최종악장「죽음에 관한 제관념(諸観念)」의 고뇌에서 깨달음의 경지에 이르는 음악은 압도적 감명을 청취자에게 제공한다. 2004년에 낙소스에서 이 곡의 CD가 발매되어[지휘：유아사 다쿠오(湯浅卓雄)], 많은 사람들의 감동을 부르고 있다.
전후의 작곡활동은 활발하지 않고 1945년부터 몰년의 1977년의 32년간에 불과 8곡밖에 남아 있지 않다. 그 이유는「교향곡 3번」의 작곡으로 인해 「모두 불탔다」에 있다는 지적이 많다. 그러나 1951년의「교향곡 4번」은, 당시 일본 내에 유입시 처음 온 러시아 음악의 소재를 그 나름대로 소화한,「교향곡 3번」이란 놀랄 정도로 대조적인 명랑쾌활한 음악이다. 또 최만년의 1977년에 쓰인「피아노 협주곡 2번」에서는, 제자들「이리노 요시로(入野義朗), 시바타 미나오(柴田南雄)」와 아들「모로이 마코토 (諸井誠)」보다 수십 년 늦게 12음 기법에 의한 작곡을 시도하고 있어 작품수는 적으면서 신경지를 개척하고 있는 것은 매우 주목할 만 하다.
작곡 활동이 기세가 약해진 것과 대조적으로, 저작자로서의 얼굴이 겉에 나타나게 된다. 1946년부터의 20년간에, 평균해서 연 2권의 페이스로 저서를 출판할 정도로 힘을 쏟았다.

## 주요작품
- 교향곡 1번 (1934년)
- 교향곡 2번 (1938년)
- 교향곡 3번 (1944년)
- 교향곡 4번 (1951년)
- 교향곡 5번「대학축전 교향곡」(1970년)

## 저서
- 기능 화성법 (고가쇼텐(古賀書店)/1941년→온가쿠노토모샤(音楽之友社)/1954년)
- 스코어 리딩 (교열, 젠온가쿠후슛판샤(全音楽譜出版社)/1963년)

## 한국인 제자
- 백남준 (白南準) (1932/07/20 – 2006/01/29)
- 나운영 (羅運榮) (1922/03/01 – 1993/10/21)
- 김순남 (金順男) (1917/05/28 – 1986)
- 이건우 (李健雨) (1919/08/21 - 1998/02)
- 임원식 (林元植) (1919/06/24 - 2002/08/26)